# Vladimir Kotin
Vladimir Grigorievich Kotin, né le 28 mars 1962 à Moscou, est un patineur artistique et entraîneur russe représentant l'Union soviétique. Il est vice-champion du monde junior en 1978, champion d'Union soviétique en 1985 et quadruple vice-champion d'Europe de 1985 à 1988.

## Biographie

### Carrière sportive
Vladimir Kotin est double vice-champion de l'Union soviétique en 1980 et 1982, derrière son compatriote Igor Bobrin, avant de conquérir le titre national en 1985.
Il représente son pays à un mondial junior (1978 à Megève), huit championnats européens (1981 à Innsbruck, 1982 à Lyon, 1983 à Dortmund, 1984 à Budapest, 1985 à Göteborg, 1986 à Copenhague, 1987 à Sarajevo et 1988 à Prague), sept mondiaux seniors (1981 à Hartford, 1982 à Copenhague, 1983 à Helsinki, 1984 à Ottawa, 1985 à Tokyo, 1986 à Genève et 1987 à Cincinnati) et à deux Jeux olympiques d'hiver (1984 à Sarajevo et 1988 à Calgary).
Lors du mondial junior de 1978, il remporte la médaille d'argent, derrière le canadien Dennis Coi. Quelques années plus tard, il conquiert quatre médailles d'argent européennes, derrière le tchécoslovaque Jozef Sabovčík en 1985 et 1986, et derrière son compatriote Alexandre Fadeïev en 1987 et 1988.
Il arrête les compétitions sportives après les Jeux olympiques de 1988.

### Reconversion
Devenu professionnel, Vladimir Kotin participe à des spectacles sur glace. 
Depuis 1998, il commence à aider Elena Tchaikovskaia comme entraîneur. Il travaille entre autres avec Maria Butyrskaya, Julia Soldatova, Sergei Davydov, Vladimir Litvintsev...

### Vie privée
En 2006, Vladimir Kotin épouse Mme Dyachkova.

## Palmarès
| Compétitions                    | 1978    | 1979    | 1980    | 1981    | 1982    | 1983    | 1984    | 1985    | 1986    | 1987    | 1988    |  |  |  |
| Jeux olympiques d'hiver         |         |         |         |         |         |         | 8e      |         |         |         | 6e      |  |  |  |
| Championnats du monde           |         |         |         | 9e      | 11e     | 9e      | 8e      | 5e      | 4e      | 4e      |         |  |  |  |
| Championnats d'Europe           |         |         |         | 6e      | 7e      | 5e      | 6e      | 2e      | 2e      | 2e      | 2e      |  |  |  |
| Championnats d'Union soviétique |         | 3e      | 2e      | 3e      | 2e      | 7e      |         | 1er     |         |         | 3e      |  |  |  |
| Championnats du monde juniors   | 2e      |         |         |         |         |         |         |         |         |         |         |  |  |  |
|                                 |         |         |         |         |         |         |         |         |         |         |         |  |  |  |
| Autres compétitions             | 1977/78 | 1978/79 | 1979/80 | 1980/81 | 1981/82 | 1982/83 | 1983/84 | 1984/85 | 1985/86 | 1986/87 | 1987/88 |  |  |  |
| Skate Canada                    |         | 8e      |         |         |         |         |         |         |         |         |         |  |  |  |
| Moscou Skate                    | 5e      |         | 2e      |         | 1er     | 2e      | 1er     | 2e      | 2e      | 1er     |         |  |  |  |
| Trophée NHK                     |         |         | 8e      |         |         |         |         |         |         |         |         |  |  |  |
|                                 |         |         |         |         |         |         |         |         |         |         |         |  |  |  |